# Світова революція (книга)
«Світова революція, 1917–1936: злет і падіння Комуністичного Інтернаціоналу» — книга тринідадського марксиста Сиріла Джеймса, опублікована в 1937 році видавництвом Secker and Warburg. Книга аналізує історію революцій між двома світовими війнами та основний конфлікт між Левом Троцьким і Йосипом Сталіним.
Джеймс, який був провідним троцькістським активістом у Великій Британії в 1930-х роках, описав перехід Росії від комуністичної революції до сталінської тоталітарної державної бюрократії, спираючись на роботи такі роботи, як «Зраджена революція». Джеймс також надає опис ідеологічних суперечок всередині Комінтерну, вивчаючи його вплив на розвиток Радянський Союз та його змінну роль у боротьбах таких як Німецька революція 1918–1923, Китайська революція 1925–1927 та Іспанська громадянська війна. У написанні йому, поміж інших, допомагав Гаррі Вікс, а Дороті Пайзер набирала рукопис. Свою роботу Джеймс присвятив «Марксистській групі», членом якої був тоді.

## Оцінка та вплив
Книга отримала загалом дуже позитивну оцінку, хоча деякі активні комуністи, як-от Джон Росс Кемпбелл і Ендрю Ротштейн, рецензували її негативно. Зокрема, Троцький у 1939 році назвав її «дуже хорошою книгою». Джордж Орвелл у 1937 році вважав її «дуже здібною», а Е. Г. Карр того ж року відзначив, що книга «безумовно корисна... У своєму аналізі ходу Російської революції та моменту, коли вона зробила неправильний поворот, містер Джеймс виявляє похвальну незалежність суджень і прагнення до істини»[1]. Книга також отримала схвальні відгуки від Феннера Броквея[2] та Юджина Лайонса. Праця була дуже популярною у троцькістському середовищі.
Попри заборону з боку британської колоніальної влади, книгу було контрабандно ввезено до Індії. Її прочитання стало переломним моментом для Г. Селвараджатана, який згодом очолив великий страйк на текстильних фабриках у Мадрасі й приєднався до троцькістського руху. Через десять років у Бомбеї вийшла книга Леслі Гооневардени Підйом і падіння Комінтерну, що значною мірою спиралася на цей текст. Американське видання з’явилося у 1937 році у видавництві Pioneer Publications (Нью-Йорк). У наступні роки книга перевидавалася кілька разів: Kraus у 1970 році, Hyperion Press у 1973-му, а Humanities Press — у 1992 році (із вступом Аль Річардсона). До сторіччя Жовтневої революції Duke University Press випустило нове видання у 2017 році.

## Зовнішні посилання
- Аль Річардсон, "Вступ до видання 1993 року Humanities Press", через Marxists.org
- Світова революція на Marxists.org
- Світова революція, 1917–1936. Нове видання, 2017 рік, з вступом Крістіана Хьогсберга, Дарем, NC: Duke University Press, ISBN 978-0-8223-6308-8. "Після Гітлера — наша черга" глава.
- Огляд Світової революції Тоні Філіпса, Socialist Review, випуск 429 (листопад 2017).
- Огляд Світової революції Крісом Ґілліганом, Marx and Philosophy Review of Books (травень 2018).